# سعاد جواد
سعاد جواد (1 يونيو 1954 -)، ممثلة ومدبلجة وكاتبة وإعلامية إماراتية من أصل عراقي، حاصلة على درجة بكالوريوس فنون جميلة عام 1979 من جامعة بغداد، شقّت طريقها عبر مؤسسة الإنتاج البرامجي المشترك لدول الخليج العربي، لها مشاركات في بعض الأعمال التلفزيونية وبرزت بصوتها الرائع من خلال الدوبلاج في الرسوم المتحركة.

## حياتها
حصلت على درجة البكالوريوس في الفنون الجميلة عام 1979 من جامعة بغداد. اشتهرت بفنها الصوتي، وكانت من المدافعين عن حرفة الدبلجة، مؤكدة على أهمية الموهبة والإبداع. في مقال نشرته عام 2016، ناقشت كيف شعرت أن الدبلجة في الرسوم المتحركة تضائلت على مدار مسيرتها المهنية التي استمرت خمسة وثلاثين عامًا في الصناعة. كما دعت الدول العربية إلى إنشاء المزيد من البرامج التلفزيونية التعليمية للأطفال. تُعرف باسم "ملكة الدبلجة" لعملها في الرسوم المتحركة للأطفال. وهي مرتبطة بشكل خاص بعملها في الرسوم المتحركة، بما في ذلك الظهور في: ليدي جورجي في دور هابيل؛ ودور أوسكار في وردة فرساي.
خلال الثمانينيات، لعبت جواد دوراً محورياً في تأسيس مسارح الأطفال في دولة الإمارات العربية المتحدة حيث تقيم، والجدير بالذكر أنها قادت إنشاء مسرح ليلى، الذي سمي تخليداً لذكرى فتاة إماراتية شابة توفيت. كما كتبت مسرحيات وأعمالاً خيالية. تركز كتاباتها على تجارب المرأة الخليجية، خاصة فيما يتعلق بالقضايا الاجتماعية.

## الوظائف التي شغلتها
- صحفية في جريدة الاتحاد في عام 1999
- كتابة صفحة يومية للأطفال.
- رئيسة قسم الدراما بإذاعة أبوظبي من 1997 لغاية 1999
- رئيسة قسم برامج الأطفال بإذاعة أبوظبي من 1989 لغاية 1997
- رئيسة قسم الأطفال بتلفزيون أبوظبي من 1987 لغاية 1989
- مشرفة أنشطة أطفال بالمجمع الثقافي في أبوظبي من 1986 لغاية 1987

## الصحافة
عملت صحفية وكاتبة في جريدة الاتحاد بكتابة قصص اجتماعية خليجية في زاوية بعنوان البيوت أسوار وميزان العدالة.
تميّزت في كتابتها بالأسلوب القصصي الجذاب واللغة المتمكنة والصياغة المحبوكة والتي اجتمعت كلها لتقدمي العمود المحبب لدى قرّاء الجريدة.

## الجوائز والتكريمات
مُنحت العديد من الجوائز والدروع التقديرية إذ حصلت على:
1. جائزة أفضل إخراج مسرحي في المهرجان الأول لمسرح الطفل في جمهورية مصر العربية سنة 1989.
2. ثلاث جوائز من إذاعة الـ بي بي سي تضمّنت درعاً ومكافئة مالية ودعوة لزيارة الإذاعة في لندن في مهرجان الإذاعة العربي لبرامج الأطفال سنة 1995.
3. جائزة الريادة لمسرح الطفل في دولة الإمارات عام 2005.

## أعمالها

### دوبلاج الرسوم المتحركة
- فلونة (في دور فلونة)
- ليدي أوسكار (في دور ليدي أوسكار)
- توم سوير (هاك ، ماري)
- الحوت الأبيض (مفيد)
- لوسي (كاتي)
- جورجي (إيبل)
- مغامرات نحول (شخصيات متعددة)
- أحلى الأيام (شخصيات متعددة)
- حكايات عالمية (شخصيات متعددة)
- قصص عالمية (أدوار متفرقة)

### المسرح
1. شاركت في تأسيس مسرح ليلى للطفل 1983.
2. تأسيس مسرح غابة الأطفال 1987 في أبو ظبي.
3. إخراج مسرحية بيت الحيوانات 1984.
4. تمثيل دور البطولة في مسرحية ليلى والذئب 1985.
5. إخراج مسرحية كابتن أسد 1989.

### تأليف مسرحيات
1. سارة حلم العرائس 1989
2. سر الحجر 1997
3. البطل حسان 1992
4. حكايات بهلول 1989

### الإذاعة
كانت لها برامج إذاعية عديدة موجّهة إلى الطفل من خلال إذاعة أبوظبي، فتنوّعت مواهبها بين الإعداد والتمثيل والإخراج والتقديم حيث شاركت في الإذاعة من خلال برامج كثيرة:
1. قصص العصفور - 26 حلقة - (تقديم) 1984
2. للأحباء الصغار _ 30 حلقة - (تقديم) - 1985
3. من البيت إلى المدرسة - 30 حلقة - (تقديم) 1990
4. كنوز من الكنوز - 30 حلقة - (تقديم) 1991
5. حكايات للصغار- 30 حلقة - (إعداد وإخراج) 1991
6. صغار لكن أذكياء - (إعداد وإخراج) 1996
7. مغامرات شعلان - 30 حلقة - (تمثيل)
8. من سرق اللؤلؤ - 30 حلقة - (تمثيل)
9. الناس معادن - 30 حلقة - (تمثيل)
10. كلمة حق - 30 حلقة - (تمثيل)
11. هلال المحترم - 30 حلقة - (تمثيل)
12. مجلة المعلومات - 90 حلقة - (تقديم) 1997
13. مغامرات شعلان - 30 حلقة - (تمثيل)
14. مسلسل «السيف والزهرة» - 30 حلقة - (إخراج)
15. أنوار في أعماق البحار - 30 حلقة - (إخراج) 1998
16. الإمارات بلادي - 30 حلقة - (إعداد وتقديم) 1990
17. علاء الدين صديق الأطفال - 30 حلقة - (إعداد وإخراج)
18. أجبني يا صغيري - 30 حلقة - (تقديم)
19. أخطاء وتصحيحات - 30 حلقة - (إخراج)
20. حدوتة قبل النوم - 30 حلقة - (تقديم)
21. طفل وموقف - 30 حلقة - (تقديم)
22. صديقي أستاذ نحو - 30 حلقة - (إخراج)
23. نادي الأطفال - 30 حلقة - (تقديم)
24. سفينتي في بحر المعرفة - 90 حلقة - (إخراج)
25. حمّود وسوالف أبوه العود - 90 حلقة - (إخراج)
26. أحسن القصص - 30 حلقة - (إعداد وإخراج)
27. بالعلم والقلم - 90 حلقة - (إعداد وتقديم)

## روابط خارجية
- سعاد جواد على موقع قاعدة بيانات الأفلام العربية